# Civitas Mattiacorum
Die Civitas Mattiacorum war eine Verwaltungseinheit (Civitas) im rechtsrheinischen Teil der römischen Provinz Germania superior (Obergermanien), deren Statthalter in Mogontiacum, dem heutigen Mainz, residierte.
Das Gebiet der Civitas Mattiacorum erstreckte sich zwischen den Flüssen Moenus (Untermain) und Rhenus (Rhein) als vermutliche Südgrenze sowie dem die nördliche Grenze bildenden Limes im  Taunus. Als östliche Grenze zur Civitas Taunensium wird der Bach Kriftel (heute Schwarzbach) betrachtet, wobei Emil Ritterling auch die Nidda als östliche Grenze in Betracht zieht. Hauptort war Aquae Mattiacorum, das heutige Wiesbaden. Der Name stammt vom germanischen Stamm der Mattiaker, vermutlich einem Teilstamm der Chatten, der in der Umgebung von Wiesbaden, im Taunus und in der Wetterau sesshaft war.
Als Kaiser Trajan um 110 n. Chr. die römischen Besatzungstruppen aus den Kastellen in Wiesbaden, Hofheim, Nida-Heddernheim und Okarben an den Obergermanischen Limes in Taunus und Wetterau vorverlegte, wurden die südlich dahinter liegenden besetzten Gebiete nördlich des Mains in zwei Verwaltungsgebiete eingeteilt, die Civitas Mattiacorum und die Civitas Taunensium (Vordertaunus und Wetterau).
Auch nachdem sich Rom nach den Germaneneinfällen der Jahre 259 und 260 n. Chr. auf die linke Rheinseite zurückgezogen hatte und die Alamannen das Gebiet erobert hatten (Limesfall), blieb der Bezirk wahrscheinlich als Verwaltungseinheit bestehen. Er wurde in den Jahren 357 und 358 während der rheinüberschreitenden Bestrafungsfeldzüge Kaiser Julians und ein weiteres Mal im Jahre 371 bei einer ähnlichen Aktion des Kaisers Valentinian I. von römischen Truppen verwüstet.
Nach der fränkischen Eroberung des Gebiets im 6.–7. Jahrhundert wurde das Gebiet unter der Bezeichnung Königssondergau Eigenbesitz der fränkischen Könige.